# Rufino Mario García
Rufino Mario García (Piedras de Afilar, Canelones, 1925 - c. 1974) fue un guitarrista y recitador de poemas uruguayo, considerado en esto último, como el más importante en ese país. Su carrera se desarrolló en la segunda mitad del siglo XX.

## Discografía

### Long plays
- Criollazo! (EP. Clave DD 008) 1963)
- Interpreta a Osiris Rodríguez Castillos (Clave CLP 1006, 1964)
- Yunta y Surco - Interpreta a Serafín J. García (Clave CLP 1012, 1966)
- Una Antología de Poemas uruguayos (Clave CLP 1002, 1969)
- Antología de Poesías Uruguayas, vol. II  (London LLU 14418)
- Antología de Poesías Uruguayas, vol. III  (Clave CLP 1030)
- Antología de Poesías Uruguayas, vol. IV (Clave CLP 1042, 1971)
- El Mundo de Rufino Mario García (Clave 71-35063)

### Reediciones y recopilaciones
- Una antología de poemas uruguayos (Clave 75-35017, 1974)
- Antología de poesías uruguayas vol. III (Clave 71-35036, 1975)
- Interpreta a Osiris Rodríguez Castillos (Sondor 4.284-4, 1982)
- Antología de poemas uruguayos vol.1 (Sondor, 1983)
- Interpreta a Serafín J. García (Sondor, 1991)
- Romance del Malevo (Sondor 4.814-2, 1997)